# Långmossen
Långmossen este o arie protejată (arie specială de conservare — SAC, sit de importanță comunitară — SCI) din Suedia întinsă pe o suprafață de 27,6 ha, integral pe uscat.

## Localizare
Centrul sitului Långmossen este situat la coordonatele 60°33′14″N 17°47′38″E / 60.5539°N 17.7938°E.

## Înființare
Situl Långmossen a fost declarat sit de importanță comunitară în aprilie 2004 pentru a proteja 1 specie de plante. Situl a fost protejat și ca arie specială de conservare în martie 2011.

## Biodiversitate
Situată în ecoregiunea boreală, aria protejată conține 3 habitate naturale: Mlaștini alcaline, Taiga vestică, Mlaștini împădurite.
La baza desemnării sitului se află o specie protejată de  plante: moșișoare (Liparis loeselii).